# Вернер, Пирмин
Пирмин Вернер (нем. Pirmin Werner; Пустой шаблон {{ВД-Преамбула}} ) — швейцарский фристайлист (акробатика), трёхкратный призёр чемпионатов мира. Победитель и призёр этапов Кубка мира. Участник зимних Олимпийских игр 2022 года.

## Биография
В сезоне 2018/2019 годов Пирмин впервые в карьере дебютировал на этапах Кубка мира по лыжной акробатике.
На чемпионате мира 2021 года в Алма-Ате в смешанном командном турнире лыжных акробатов завоевал серебряную медаль.
В 2022 году принял участие в зимних Олимпийских играх в Пекине. В смешанном турнире лыжных акробатов стал четвёртым и в индивидуальном — 4-м.
В 2023 году принял участие в чемпионате мира в Бакуриани, где занял 19-е место в индивидуальном соревновании лыжных акробатов.
В марте 2025 года участвовал в чемпионате мира по фристайлу и завоевал две бронзовые медали: в индивидуальной акробатике и в смешанном командном соревновании.